# Christoph von Graevemeyer

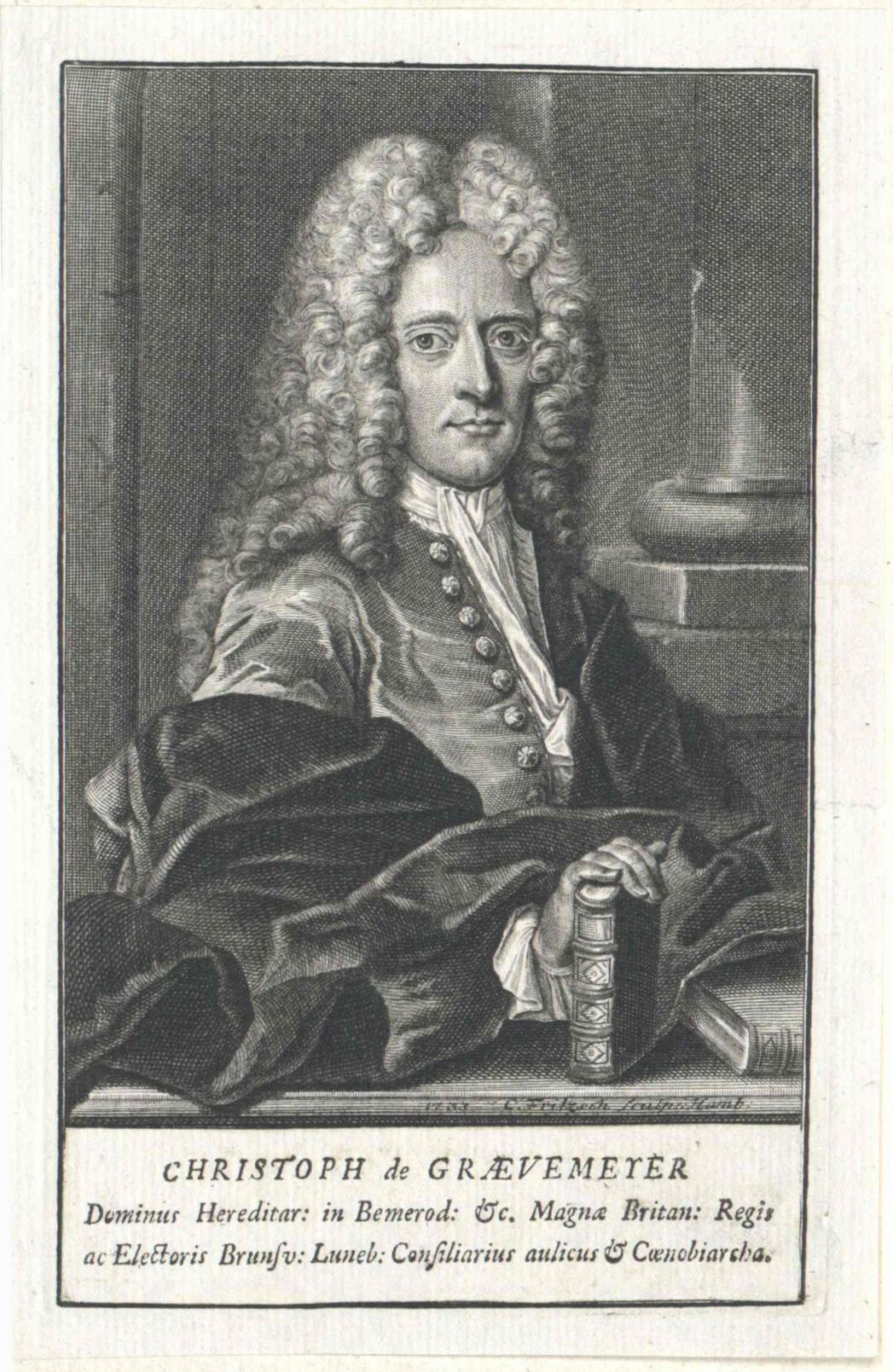
Brustbild des Christoph de Graevemeyer unter Allongeperücke, 1733 in Hamburg gestochen von „C. Fritzsch“

Christoph von Graevemeyer (auch: Christoph Grävemeyer und Ferdinand Wilhelm Christoph Graevemeyer; geboren 3. April 1675 in Gifhorn; gestorben 26. Juni 1746 in Bemerode vor Hannover) war ein adliger deutscher Amtmann, Klosterrat, Hofrat und Gutsbesitzer.

## Leben
Christoph Graevemeyer schrieb sich am 24. März 1693 an der Universität Helmstedt ein und wirkte nach seinem Studium zeitweilig als Amtmann im Amt Calenberg. 1719 wurde er zum Kloster-Sekretär befördert, dem später der Titel mit dem Charakter als Kurfürstlich Braunschweig-Lüneburgischer Klosterrat verliehen wurde.
Später übernahm von Graevemyer zudem die Aufgaben eines Hofrats.
Am 18. April 1745 wurde von Graevemeyer durch den Kaiser in Wien in den Reichsadelsstand erhoben; seine bereits zuvor geborene Tochter war jedoch nicht von dem erblichen Adelstitel betroffen.
Christoph von Graevemeyer war „Herr auf Bemerode“ und besaß in Münder am Deister zwei weitere Güter. Das Adelsgeschlecht Graevemeyer besitzt heute noch Gut Bemerode.